# Zadwórze (stacja kolejowa)
Zadwórze (ukr. Задвір'я, ros. Задворье) – stacja kolejowa w miejscowości Zadwórze, w rejonie złoczowskim, w obwodzie lwowskim, na Ukrainie.
Stacja powstała w czasach Austro-Węgier na linii kolei galicyjskiej im. Karola Ludwika.